# Santa Joana
Santa Joana ist eine Gemeinde (Freguesia) im portugiesischen Kreis Aveiro. In ihr leben 8026 Einwohner (Stand 19. April 2021).